# Lillemor Melsted
Olga Lillemor Marianne von Melsted Ahlmark, född von Melsted 19 april 1938 i Stockholm, är en svensk journalist. 
Lillemor Melsted var politisk reporter på Tidningarnas Telegrambyrå från 1962 till 2005 och är därmed en av de mest långvariga politiska bevakarna i Sverige. 1976 blev hon chef för TT:s riksdagsredaktion. Hon frilansar understundom, framför allt i Riksdagens informationstidning Riksdag & Departement.
Melsted, som är dotter till Henning von Melsted, har varit gift med folkpartiledaren Per Ahlmark, med vilken hon har två barn.